# 2001年のおとこ運
『2001年のおとこ運』（にせんいちねんのおとこうん）は、2001年1月9日から3月20日まで、関西テレビの企画・制作によりフジテレビ系の「火曜22時枠の連続ドラマ」枠で放送された日本のテレビドラマ。主演は菅野美穂。
本作は、そのタイトルにちなみ番組の最後に運勢（占い）のコーナーが放送された。

## あらすじ
恋や未来にほんの小さな夢を抱いている、柚木あたるは、2000年のクリスマスに漠然と結婚を意識していた同居中の彼氏に逃げられてしまう。しかも、突然出会った男性・天羽良之には、そのことをからかわれてしまい、幼馴染で年上の女性部長と両思いになった相沢カヲルや妻子持ちの男性と不倫中の妹・柚木さくらが順調そうに見えて羨ましい反面、嫉ましくもあった。
しかし、そんな彼らも本当は自分と同様に悩んだり苦しんだりしていた。そんな彼女達が悩みながらも、成長する姿を描いた物語。

## キャスト
柚木あたる〈23〉
演 - 菅野美穂
本作の主人公
天羽良之〈32〉
演 - 田辺誠一
路上で言葉を売る詩人
相沢カヲル〈23〉
演 - 押尾学
あたるの幼馴染
柚木さくら〈20〉
演 - 片瀬那奈
あたるの妹
真野洋子〈29〉
演 - 山本未來
カヲルの憧れの人
広瀬菜々〈20〉
演 - 有坂来瞳
あたるの同僚
伊倉誠一〈35〉
演 - 吹越満
さくらの不倫相手
砂山健
演 - 海東健
クリスマスイブにあたるを振った元彼氏
柚木幸造
演 - 泉谷しげる
あたるとさくらの父
津田遙
演 - 森口瑤子
良之が臨時店長を務めるリサイクル店オーナーの娘
玉虫さゆり
演 - 円城寺あや
あたるの上司
後藤沙耶
演 - 関野沙織
伊倉の部下

## スタッフ
- 脚本：野依美幸
- プロデューサー：松井洋子（AVEC COMPANY）、安藤和久（KTV）
- 演出：中島悟、飯島真一、三宅喜重
- 音楽：石井和之、north and south
- 主題歌：JUDY AND MARY「ラッキープール」(Epic Records)
- 挿入歌：revenus「千の瞳」（エクスタシー・ジャパン）、椎名純平「無情」(Sony Music Entertainment）
- 技術：東通

## サブタイトル
| 各話                                                       | 放送日  | サブタイトル         | 演出     | 視聴率 |
| ---------------------------------------------------------- | ------- | -------------------- | -------- | ------ |
| 1                                                          | 1月09日 | 絶対幸せになる!!     | 中島悟   | 17.1%  |
| 2                                                          | 1月16日 | 私が私でいれる場所   | 中島悟   | 15.1%  |
| 3                                                          | 1月23日 | 孤独か?自由か?       | 飯島真一 | 12.8%  |
| 4                                                          | 1月30日 | 忘れられない人       | 飯島真一 | 13.7%  |
| 5                                                          | 2月06日 | ついていい嘘         | 中島悟   | 12.0%  |
| 6                                                          | 2月13日 | シングルマザー!?     | 三宅喜重 | 13.8%  |
| 7                                                          | 2月20日 | 男と女の友情って     | 飯島真一 | 13.8%  |
| 8                                                          | 2月27日 | あたしのプライド     | 中島悟   | 13.8%  |
| 9                                                          | 3月06日 | 夢か家族かオヤジ乱入 | 三宅喜重 | 13.3%  |
| 10                                                         | 3月13日 | 今夜告白します!      | 飯島真一 | 14.0%  |
| 11                                                         | 3月20日 | 運を掴むのは誰だ     | 中島悟   | 14.6%  |
| 平均視聴率14.0% （視聴率は関東地区・ビデオリサーチ社調べ） |         |                      |          |        |